# Blahoslav
Blahoslav je mužské jméno slovanského původu, které vzniklo překladem latinského jména Benedictus, jeho význam tedy je „požehnaný“. Můžeme se s ním setkat i jako s příjmením.
V českém občanském kalendáři má svátek 30. dubna. Ženskou obdobou je Blahoslava.

## Domácké podoby
Blahoš, resp. Slávek, Sláva

## Statistické údaje
Následující tabulka uvádí četnost jména v ČR a pořadí mezi mužskými jmény ve srovnání dvou roků, pro které jsou dostupné údaje MV ČR – lze z ní tedy vysledovat trend v užívání tohoto jména:
| Rok       | Četnost   | Pořadí   |
| 1999      | 826       | 167.     |
| 2002      | 790       | 173.     |
| Porovnání | o 36 méně | o 6 hůře |
| 2006      | 698       | 209.     |
| 2013      | 555       | 509.     |

Změna procentního zastoupení tohoto jména mezi žijícími muži v ČR (tj. procentní změna se započítáním celkového úbytku mužů v ČR za sledované tři roky 1999-2002) je -3,7%, což svědčí o poměrně značném propadu obliby tohoto jména.

## Blahoslav v jiných jazycích
- Slovensky: Blahoslav
- Rusky, srbocharvátsky, bulharsky: Blagoslav
- Polsky: Benedykt
- Chorvatsky: Blagoje

## Známí nositelé jména
- Jan Blahoslav – český spisovatel a biskup Jednoty bratrské
- Jan Blahoslav Kozák – český filosof a teolog

- Blahoslav Dokoupil – český literární historik
- Blahoslav Hruška – český sumerolog, asyriolog a religionista
- Blahoslav Kraus – český vysokoškolský učitel a vědec, zabývá se sociální pedagogikou, sociální patologií, sociologií výchovy
- Sláva E. Nováček – český hudební skladatel a kapelník
- Blahoslav Slavík – český a československý politik